# 辻ひろしとザ・ハッタリーズ
辻ひろしとザ・ハッタリーズ（つじひろしとザ・八タリーズ）は、日本のボーイズ。文字通り、辻ひろし（別名：辻弘）をリーダーとするグループだった。コミックバンドと紹介される場合もある。
別名は辻弘とザ・ハッタリーズ、辻ひろしとハッタリーズ、辻弘とハッタリーズ、ザ・ハッタリーズ。

## 概要
1954年（昭和29年）に「辻ひろしとバイオリン・ハッタリーズ」の名前で結成。辻ふくめバイオリン3人、ピアノ1人で構成された。その後、「辻ひろしとザ・ハッタリーズ」に改称し、1961年（昭和36年）4月に再結成。
バンドのコンセプトについて、辻は「ボーイズである以上、音楽を大事にする」「社会風刺を自然に盛り込む」「独自の演出構成を盛り込む」という目標を掲げていた。
「ハッタリーズ」の名は、向こうっ気は強いが、いざという時に頼りにならない。したがって、ハッタリでもきかそうという意味から名付けられた。

## メンバー
- 辻 ひろし（つじ ひろし、1926年=大正15年 - 1983年=昭和58年8月12日[注 3]）…東京府（のちの東京都）生まれ[注 4]。青山学院→早稲田大学政経学部卒業[5]。大学在学中よりバイオリンを習い[6]、卒業後は松本新室内楽団[6]、桜井潔[6]とその楽団[6]等を渡り歩き[6]、タンゴ、ジャズなどのバンドを編成[6]。その後、音楽とお笑いの融合を模索してボーイズに進出[6]。本グループでは、リーダー兼バイオリン担当[5]。バイオリンの弓を扇子に持ち替え『越後獅子』を演奏するという特技をもっていた[6]。
- 水原 雪雄（みずはら ゆきお、? - 1999年=平成11年7月18日[注 5]）…本名：菅谷 武司[7]。北海道出身[7]。再結成時にエレキギターを担当[5]。のちに軽演劇を経て[7]、1980年（昭和55年）[8]または1981年（昭和56年）に[7]みのべ実と[8]お笑い新幹線（おわらいしんかんせん）というコミックバンド[7]を結成し[7][8]、東京の寄席を中心に出演[7]。ボーイズバラエティ協会相談役[7]も務めた。
- 山下 こうた（やました こうた）…再結成時にエレキギターを担当[5]。
- ひびきわたる…1963年（昭和38年）4月に入門し、1966年（昭和41年）4月に漫談家として独立するまで在籍[9]。

## 出演番組
※辻ソロによる出演も含む。
- モダン寄席（フジテレビ）
  - 完ちゃんのサラリーマン心得帖（1959年10月26日 - 11月9日、全3回） - 「辻弘」名義[1]
  - 今様金手本忠臣蔵（1959年12月14日） - 「辻弘とハッタリーズ」「辻弘」名義[2]
- まり子の七夕まつり（1962年7月7日、日本テレビ） - 「ザ・ハッタリーズ」名義[4]
- 大正テレビ寄席（NETテレビ）[注 6]
- 歌うリングコーン タイトルマッチ（1964年6月8日 - 同年9月28日、月曜 20:30 - 21:00に朝日放送ラジオで放送[10]） - 各職場より2チームの対抗による歌合戦[10]。「辻ひろしとザ・ハッタリーズ」名義で司会を担当[10]。審査員として桜京美、大野正雄、森乃福郎、人見きよしが出演した[10]。
- ロイ・ジェームス・ショー（TBSラジオ） - 1964年7月にワイド番組『オーナー』の1コーナーとして開始した当初からレギュラー出演[11]（「ザ・ハッタリーズ」または「辻ひろしとザ・ハッタリーズ」名義）[注 7]